# Eugenio Siller
Eugenio Siller Margain (Tampico, 5 de abril de 1981) é um ator mexicano.

## Biografia
Eugenio iniciou sua carreira fazendo vários comerciais, participando de musicais e atuando em peças.
Ele  desde 1998. Participou no Festival IOT e gravou dois álbuns com a qual ele recebeu vários prêmios. Em 1999, o grupo foi reconhecido com o prêmio "El Heraldo" no México, como um grupo de jovens do ano. O primeiro álbum com o grupo com título de "Con Devoción" e seu segundo álbum é intitulado "Amor violento".
Eugenio Siller vivia na Itália, onde ele trabalhou para várias marcas da moda, em Miami, onde ele continuou se preparando para ser ator e músico, e finalmente regressou ao México para estudar no (CEA) Centro de Educação Artística da Televisa em 2002, graduando em 2005.
Já graduação, Eugenio participou da telenovela Rebelde em 2006, onde ele atuou como Luciano, um jovem mendigo. Logo, ele começou a trabalhar na telenovela Código postal no ano de 2007, que encarnou Rafael, e um jovem músico cego.
Depois desta telenovela, foi convidado a participar do programa dominical "Los 5 magníficos" ainda em 2007.
Ele trabalhou na telenovela Al Diablo con los Guapos, como Alejandro Belmonte, o filho de uma família rica e controversa, juntamente com Allison Lozano. Durante a gravação desta telenovela, foi chamado como convidado especial na comemoração dos 50 anos da telenovela "Mentiras y verdades".
Em 2009 Eugenio foi protagonista, da telenovela do produtor Juan Osorio, intitulada de Mi Pecado, como "Julián Huerta" ou "El Chamuco", ao lado da atriz e cantora Maite Perroni.
Já em 2010 assinou contrato com a Telemundo e protagoniza a novela Aurora.
Em 2011 protagonizou a novela Una maid en Manhattan.
Já em 2014 protagoniza e antagoniza a novela Reina de corazones.
Em 2015 protagoniza a novela ¿Quién es quién?.

## Filmografia

### Filme
| Ano  | Título      | Papel          | Notas |
| ---- | ----------- | -------------- | ----- |
| 2017 | Blind Trust | John O'Donnell |       |

### Televisão
| Ano       | Título                   | Papel                                               | Notas                          |
| --------- | ------------------------ | --------------------------------------------------- | ------------------------------ |
| 2006      | Rebelde                  | Luciano                                             |                                |
| 2006–2007 | Código postal            | Rafael Rojas Alonso                                 | Papel principal; 200 Episódios |
| 2007–2008 | Al diablo con los guapos | Alejandro Belmonte Arango                           | Papel principal; 175 Episódios |
| 2009      | Mi pecado                | Julián Huerta Aldama                                | Papel principal; 106 Episódios |
| 2010      | Aurora                   | Martín Lobos                                        | Papel principal; 135 Episódios |
| 2011–2012 | Una Maid en Manhattan    | Cristóbal Parker                                    | Papel principal; 168 Episódios |
| 2014      | Reina de corazones       | Nicolás Núñez/Javier Bolivar                        | Papel principal; 140 Episódios |
| 2015–2016 | ¿Quién es quién?         | Leonardo Fuentemayor/ Pedro Pérez González (Perico) | Papel principal; 120 Episódios |
| 2020      | Nocturna                 | Adrián Venegas                                      |                                |

## Prêmios e Nominações
- 2011: La revista People en Español lo nombró como uno de "Los 50 más bellos".[7]
- 2009: La revista People en Español lo nombró como uno de "Los 25 hombres más guapos".

### Premios TVyNovelas
| Ano  | Categoria           | Telenovela               | Resultado |
| ---- | ------------------- | ------------------------ | --------- |
| 2009 | Melhor ator juvenil | Al diablo con los guapos | Indicado  |

### Prêmios Tu Mundo
| Ano  | Categoria          | Telenovela                       | Resultado |
| ---- | ------------------ | -------------------------------- | --------- |
| 2015 | Melhor ator        | Reina de corazones               | Indicado  |
| 2016 | La pareja perfecta | ¿Quién es quién? com Danna Paola | Venceu    |

### People en Español
| Ano  | Categoria                        | Telenovela            | Resultado |
| ---- | -------------------------------- | --------------------- | --------- |
| 2012 | Melhor casal (com Litzy)         | Una Maid en Manhattan | Indicado  |
| 2012 | Melhor ator                      | Una Maid en Manhattan | Venceu    |
| 2011 | Melhor ator                      | Aurora                | Venceu    |
| 2010 | Melhor casal (com Maite Perroni) | Mi pecado             | Indicado  |
| 2010 | Melhor ator/atriz Juvenil        | Mi pecado             | Venceu    |
| 2010 | Melhor ator                      | Mi pecado             | Indicado  |